# Soldadura de atmósfera gaseosa
La soldadura eléctrica, sea en baño de fusión o en arco, está expuesta a la acción oxidante del aire, tanto más rápida cuanto más alta sea la temperatura. 
La fusión protectora del revestimiento del electrodo en la soldadura con arco manual a menudo no es suficiente para ello existe el sistema alternativo de proteger arco y baño. Los más eficaces son los que crean alrededor de la zona de fusión una atmósfera protectora formada por un gas especial. La atmósfera protectora puede obtenerse por gas inerte o con gas activo.
Los procedimientos de soldadura que utilizan gas inerte de denominan TIG y MIG, donde sus siglas significan, TIG: Tungsten Inert Gas, MIG: Metal Inert Gas.
El procedimiento que utiliza gas activo (anhídrido carbónico) se denomina MAG, cuyas sigas son, MAG: Metal Active Gas.
En la soldadura TIG, el gas que se utiliza es el argón o helio. Normalmente en Europa se utiliza el argón, mientras en Estados Unidos es más utilizado el helio por las ventajas de tener reservas naturales.
El electrodo es una varilla de tungsteno, material que se funde a una temperatura altísima, superior a los 3000 °C, superior a la temperatura de fusión de la mayor parte de los materiales soldables. Por esta razón el procedimiento se denomina también electrodo infusible.
El material de aporte está formado por una varilla separada, como en la soldadura oxiacetilénica.
Es un procedimiento que se adapta a la soldadura de casi todos los materiales, pero dado el elevado costo del gas es utilizado sobre todo en aceros especiales, cobre, latón, etc. Es el sistema de soldadura más eficaz para soldar aleaciones ligeras como aluminio y magnesio.
- Datos: Q6131452